# Vícar (kommunhuvudort)
Vícar är en kommunhuvudort i Spanien.   Den ligger i provinsen Provincia de Almería och regionen Andalusien, i den södra delen av landet, 400 km söder om huvudstaden Madrid. Vícar ligger 278 meter över havet och antalet invånare är 22 853.
Terrängen runt Vícar är varierad.  Närmaste större samhälle är Roquetas de Mar, 7,9 km söder om Vícar. 